# Lathyrus zalaghensis
Lathyrus zalaghensis är en ärtväxtart som beskrevs av Gábor Gabriel Andreánszky. Lathyrus zalaghensis ingår i släktet vialer, och familjen ärtväxter. Inga underarter finns listade i Catalogue of Life.